# Huaquillas
Huaquillas es una ciudad ecuatoriana; cabecera del cantón homónimo, así como la cuarta urbe más grande y poblada de la Provincia de El Oro. Se localiza al extremo sur de la región litoral del Ecuador, muy cerca del océano Pacífico, en la frontera con Perú, en la orilla derecha del río Zarumilla, a una altitud de 11 m s. n. m. y con un clima árido cálido de 24,6 °C en promedio.
Es llamada "Centinela sin relevo" por su situación geográfica y sus antecedentes históricos en la defensa de la nación de los conflictos con Perú. En el censo de 2022 tenía una población de 56.021 habitantes, lo que la convierte en la vigésima sexta ciudad más poblada del país. La ciudad es el núcleo ecuatoriano del área metropolitana binacional Huaquillas-Zarumilla, la cual está constituida además por ciudades y parroquias rurales cercanas, tanto ecuatorianas como peruanas. El conglomerado alberga a 105.025 habitantes, y ocupa la primera posición entre las conurbaciones de la frontera entre Ecuador y Perú.
Sus orígenes datan de inicios del siglo XX, pero es después de la guerra peruano-ecuatoriana de 1941, debido a su ubicación geográfica, cuando presenta un acelerado crecimiento demográfico hasta establecer un poblado urbano, que sería posteriormente, uno de los principales núcleos urbanos de la provincia. Es uno de los más importantes centros administrativos, económicos, financieros y comerciales de El Oro. Las actividades principales de la ciudad son el comercio, la producción de camarón y la agricultura.

## Historia

### Inicios delsigloXX
Huaquillas era un sitio de caserío con muy pocos habitantes, estaba bajo la jurisdicción del Cantón Santa Rosa que había delegado a un policía como autoridad de lo que aún era considerado una hacienda de gente dedicada a la agricultura con un gran espíritu trabajador que se palpaba en sus sembríos y productividad agrícola y ganadera.
Para el año de 1935 el tabaco era una de las actividades de mayor afluencia y aunque algo costosa en la época, los huaquillenses se dedicaban a esto por medio de préstamos a terceros. Y sus cultivos eran llevados hasta la fábrica de tabaco “El Progreso” en la ciudad de Guayaquil. El transporte para llegar y salir de Huaquillas vía terrestre era por medio de bestias de carga (burros, caballos) en un inicio luego por medio de mingas comunitarias se abrió un carretero provisional hasta Chacras, y sucesivamente hasta Arenillas.
Las tierras eran muy ricas en recursos minerales, y todo lo que se sembraba producía sin mayor dificultad, el agua abundaba y los habitantes eran privilegiados con un puerto pesquero llamado Hualtaco donde llegaban balandras y embarcaciones que dejaban y llevaban productos hacia diferentes lugares, por lo que Hualtaco era considerado un puerto muy importante también para viajar hacia Machala o Guayaquil, su gran profundidad y entrada de mar permitía a barcos tales como el Vapor Olmedo desembarcar en sus orillas.
Con un número aproximado de 200 habitantes Huaquillas vivió una época de paz en este rincón de la patria muy hospitalarios ya que en épocas de invierno algunos ganaderos se trasladaban sus tierras a invernar, en aquellos tiempos la extensión territorial de Huaquillas pasaba las aguas del río Zarumilla que fue considerado por la población como un recurso natural que ayudó al progreso de sus habitantes, hasta el conflicto armado que vivió el Ecuador, los peruanos desviaron las aguas del río por otro sendero del cual nunca jamás regresaría.

### Guerra de 1941
El 5 de julio de 1941 estalla la Guerra entre Ecuador y Perú, este último argumentando que tropas ecuatorianas invadieron territorio peruano por lo que este país declara una guerra en la que participaron cerca de 1500 soldados ecuatorianos contra más de 20.000 soldados peruanos.
Huaquillas vivió un periodo de amargura y tristeza por la guerra, sus habitantes no podían salir de casa y si lo hacían debían estar a las 4 de la tarde encerrados en sus hogares, solo contaban con 4 policías denominados “carabineros”. Hasta la llegada del Batallón Cayambe que acampó en Huaquillas y repelo algunos ataques de las fuerzas enemigas, así mismo el batallón Montecristi que glorioso combatió, pero también cuenta la audacia de jóvenes fronterizos como Isaac Aponte, Salomón Izquierdo, Teófilo Solórzano y Tranquilino Medina, que con lo poco que tenían lucharon por Huaquillas, pelearon por la Nación.

### Parroquialización
En sesión extraordinaria del Concejo de Arenillas del 13 de febrero de 1964 se prevé la Parroquialización de Huaquillas, detallando lo siguiente:
Reconsiderase de una parte de los linderos de la Ordenanza de Parroquialización de Huaquillas. El señor Presidente expone que en homenaje a los representantes de la vecina población de Huaquillas que están presentes en esta sesión, el Concejo debía tomar alguna resolución sobre la indicación que hace el H. Concejo Provincial de El Oro, en el dictamen favorable emitido para la Parroquialización de Huaquillas, para lo que pidió que por medio de secretaría se dé lectura a la comunicación recibida.
Conocido por el Concejo el contenido de Oficio Nº47 del 6 de febrero de este año (1964), el señor Presidente del H. Concejo Provincial menciona: “Por unanimidad el concejo aprueba los informes de la Comisión de Municipalidades y del Departamento Jurídico, de fecha 12 y 14 del mes de febrero de 1964, sobre la Ordenanza de Parroquialización de la población de Huaquillas que expidió la Municipalidad de Arenillas y que mediante el Art. 2 habló sobre los límites de la nueva parroquia.
Con los límites de demarcación con el Perú suprimiendo lo que decía “Tratado de Río de Janeiro” el señor presidente Don Luis Román lo expuso como si se trataba de una indicación que no afectaba los linderos originales que sugirió en H. Concejo Provincial de El Oro y se acogía a la solicitada que decía: “Con los linderos de demarcación con el Perú”. El Concejal Arenillense Gilberto Preciado Porras apoya la moción y como los demás concejales aceptan la indicación propuesta por el Concejo Provincial, la moción es aprobada por unanimidad, quedando, consecuentemente, la ordenanza aprobada, previa la reconsideración.
El M. I. Concejo Municipal de Arenillas consideró que el caserío de Huaquillas (como era considerado hasta antes de su Parroquialización) mediante el esfuerzo de sus moradores ha progresado notablemente, colocándose entre los más florecientes del cantón.
Para 1964 la selección territorial de “Huaquillas” ya reunía los requisitos indispensables para su erección a parroquia, por su densidad poblacional, por su riqueza agrícola y comercial, como por grado de sus habitantes y favorecido con su posición fronteriza constituyó y sigue constituyendo una atalaya de la nacionalidad, por lo que fue indispensable dotarlo de autoridades del orden para las relaciones públicas, correspondiendo al M. I Concejo de Arenillas satisfacer las aspiraciones de los pueblos, máxime cuando se apoya en el derecho y la justicia, teniendo como finalidad un mayor desarrollo y progreso.
El Decreto Limítrofe
Art. 1.- Elévase el Caserío “Huaquillas” con el propio nombre a la categoría de parroquia civil, separándola de la parroquia Chacras.
Art. 2.- Los límites de la nueva Parroquia Huaquillas serán: Por el Nor-occidente principiando por el Puerto Hualtaco, con los límites de demarcación con Perú, seguido por el Canal Internacional, aguas arriba hasta llegar al sur el punto conocido con el nombre de “Loma de la cuchareta” desde este lugar, en línea recta se parte tomando como base el hito colocado en la Frontera Nacional que servirá de línea medianera con la parroquia Chacras, Se sigue la línea recta hasta el lugar conocido con el nombre de “Cayancas Nuevo” y de aquel siguiendo la misma línea, que constituye el lado oriental, hasta la poza “La Lapa. Cruzando la carretera Arenillas – Cayancas – Huaquillas se continúa hasta una mojadura de cemento a tocar en la Poza del Bermejo; sigue en la línea recta cruzando las Pampas de Tono y llega hasta l estero del mismo nombre, continuando aguas abajo por dicho estero toma la línea norte hasta la boca de Cayancas, sale al manglar y al Mar Pacífico.
Art. 3.- A la referida parroquia quedan adscritos los siguientes sitios y caseríos: Huaquillas será la cabecera parroquial; el Puerto Hualtaco y otros pequeños sitios que están comprendidos dentro de los límites que se expresan en el artículo anterior.
Art. 4.- Sométase la presente Ordenanza en forma regular a la aprobación del Poder Ejecutivo, la que entrará en vigencia una vez publicada en el Registro Oficial
Una vez que se aprobó la ordenanza en los términos del decreto, el Señor Jefe Civil y Militar Mayor Félix Hernán Estupiñan, felicitó al Concejo por la resolución así como a los representantes de Huaquillas y se comprometió a la entregar a las personas que viajen a Quito en comisión a gestionar la correspondiente sanción una recomendación que estaría lista en el momento necesario.
A las 9:30 de la noche, del 30 de noviembre el Sr. Presidente Luis Felipe Sánchez S. dio por terminada la sesión, firmando para constancia con el Secretario Municipal R. Tinoco, la ordenanza municipal de Parroquialización de Huaquillas que fue aprobada en las sesiones del 30 de noviembre y 18 de diciembre de 1963 y el 13 de febrero de 1964 por los señores concejales de la Municipalidad de Arenillas quedando así fundada la Parroquia esta fecha.
Finalmente fue publicada la Ordenanza Municipal en el Registro Oficial N.º 306 del 6 de agosto de 1964 según Acuerdo 98. y el 19 de octubre de 1964 a las 16H00 el Cabildo Municipal y sus autoridades mediante acto solemne inauguran con homenaje la Parroquialización de Huaquillas.

### Cantonización
Huaquillas, fue durante 24 años parroquia del cantón Arenillas, tiempo en el cual experimentó un desarrollo acelerado, especialmente en el área comercial; debido a dos factores: La industrialización peruana de los años 60 y la gran producción agrícola ecuatoriana en la misma década crearon condiciones económicas favorables para el desarrollo de Huaquillas así como también la movilidad poblacional tomó gran auge debido también a las consecuencias del proceso de desertización de la zona de Loja, cuya población abandonó sus actividades de siempre la Agricultura y Ganadería, otro factor la inmigración de habitantes de todo el país, especialmente de la provincia antes mencionada que a principios de la década de los sesenta, llegaron con sus costumbres y hábitos de feria, transportando sus aportes de costumbres, enraizándose estos comportamientos culturales para formar la nueva identidad, la del hombre fronterizo.
Incuestionablemente, las justas aspiraciones de cualquier conglomerado social, en este caso, del pueblo fronterizo cuyo progreso s funde en el comercio binacional, ubicado precisamente en la misma línea limítrofe separada del Perú por el Canal Internacional, no tenían que sentirse ni quedarse “durmiendo en los laureles”. Además, en este justo requerimiento se venía la necesidad de administrarse libre y democráticamente, sin que nadie interfiera en sus afanes de redención.
Huaquillas tenía ya muchos hijos capacitados, debidamente formados para la dirección de sus instituciones. Es justo también señalar que en esta junta empresa intervinieron algunas personas, desde la formación política de las primeras juntas parroquiales a cuyos presidentes que encendieron la chispa de libertad.
El sábado 13 de noviembre de 1976 se efectuó una multitudinaria reunión para elegir la primera Junta Cívica Pro-Cantonización de Huaquillas entre algunas personas incrédulas, indiferentes y ataques que componían una minoría opositora a la cantonización incluyendo parte de la prensa de aquella época.
En los primeros días de la segunda quincena de agosto de 1980, se comenta “Mucha preocupación existe por las noticias que aparecieron sobre la Cantonización de Huaquillas, pues las instituciones, organismos y el pueblo en general deseaban saber que es lo que manifestaba la Junta Cívica elegida en 1976, cuando se da a conocer que en la delegación que viajó a Quito y que fue recibida por el entonces Sr. Presidente Constitucional de la República Abg. Jaime Roldós Aguilera no fue ningún miembro de la Junta Cívica Pre-Cantonización que se había formado hace 4 años; no obstante esta delegación viajante trajo buenas noticias sobre la Cantonización de Huaquillas por lo que era conveniente que los cuadros de la Junta Cívica sean reorganizados porque se pensaba que algunos integrantes del 13 de noviembre de 1976 ya estaban cansados y era imprescindible ceder la oportunidad a personas que deseaban fervientemente luchar por este ideal tan deseado por los fronterizos.
Indiscutiblemente la prensa escrita y hablada de la provincia de El Oro jugó un papel preponderante, no en la reestructuración de la junta cívica sino en todo el tema de la Cantonización de Huaquillas actuaciones de mala fe, información separatista y argumentos que se publicaban para dividir los ideales del pueblo que buscaba su independencia.
La segunda etapa de la Junta Cívica Pro-Cantonización tuvo su origen en el momento que una comisión del Colegio “Remigio Geo Gómez” viajó a Quito por asuntos educativos a entrevistarse con el presidente de la República Abg. Jaime Roldós, El secretario de la Junta Cívica investigó sobre las gestiones realizadas por el presidente de este organismo. El informe fue negativo. Se estaba engañando al pueblo de Huaquillas. Como era lógico suponer, se realizaron algunas maniobras por la intangibilidad de la Junta Cívica creada en la época de 1976, mas cuando un pueblo es unido, los intereses de la comunidad siempre debieron estar sobre los intereses personales, se cree conveniente remover de algunos cargos a personas de la Junta Cívica.
- Cantonización

El 8 de febrero de 1981 en el sindicato de trabajadores de embarque y desembarque de frutas y anexos, con presencia de gran parte de la ciudadanía se forma el Primer Concejo Cantonal de Huaquillas que marcará el inicio de la independiente Centinela sin Relevo hasta llegar a conocerse en la actualidad como Huaquillas Ciudad Guardiana de la Paz y de la Integración Fronteriza.

## Clima
De acuerdo con la clasificación climática de Köppen, Huaquillas experimenta un clima árido cálido (BWh), el cual se caracteriza por las temperaturas altas con precipitaciones breves, por lo que a lo largo del año predomina el clima seco. Las estaciones del año no son sensibles en la zona ecuatorial, no obstante, su proximidad al océano Pacífico hace que las corrientes de Humboldt (fría) y de El Niño (cálida) marquen dos períodos climáticos bien diferenciados: un apenas pluvioso y cálido invierno, que va de noviembre a mayo, y un "verano" ligeramente más fresco y seco, entre junio y octubre. 
Su temperatura promedio anual es de 24,6 °C; con un promedio de 25,8 °C, marzo es el mes más cálido, mientras agosto es el mes más frío, con 23,2 °C en promedio. Es un clima isotérmico por sus constantes precipitaciones durante todo el año (amplitud térmica anual inferior a 3 °C entre el mes más frío y el más cálido), si bien la temperatura real no es extremadamente alta, la humedad hace que la sensación térmica se eleve hacia los 35 °C o más. En cuanto a la precipitación, las lluvias son escasas; hay una diferencia de apenas 205 mm de precipitación entre los meses más secos y los más húmedos; febrero (13 días) tiene los días más lluviosos por mes en promedio, mientras agosto carece de días con lluvia. La humedad relativa también es constante, con un promedio anual de 76,2%. 
| Parámetros climáticos promedio de Huaquillas, Ecuador | Parámetros climáticos promedio de Huaquillas, Ecuador | Parámetros climáticos promedio de Huaquillas, Ecuador | Parámetros climáticos promedio de Huaquillas, Ecuador | Parámetros climáticos promedio de Huaquillas, Ecuador | Parámetros climáticos promedio de Huaquillas, Ecuador | Parámetros climáticos promedio de Huaquillas, Ecuador | Parámetros climáticos promedio de Huaquillas, Ecuador | Parámetros climáticos promedio de Huaquillas, Ecuador | Parámetros climáticos promedio de Huaquillas, Ecuador | Parámetros climáticos promedio de Huaquillas, Ecuador | Parámetros climáticos promedio de Huaquillas, Ecuador | Parámetros climáticos promedio de Huaquillas, Ecuador | Parámetros climáticos promedio de Huaquillas, Ecuador |
| Mes                                                   | Ene.                                                  | Feb.                                                  | Mar.                                                  | Abr.                                                  | May.                                                  | Jun.                                                  | Jul.                                                  | Ago.                                                  | Sep.                                                  | Oct.                                                  | Nov.                                                  | Dic.                                                  | Anual                                                 |
| ----------------------------------------------------- | ----------------------------------------------------- | ----------------------------------------------------- | ----------------------------------------------------- | ----------------------------------------------------- | ----------------------------------------------------- | ----------------------------------------------------- | ----------------------------------------------------- | ----------------------------------------------------- | ----------------------------------------------------- | ----------------------------------------------------- | ----------------------------------------------------- | ----------------------------------------------------- | ----------------------------------------------------- |
| Temp. máx. media (°C)                                 | 29.3                                                  | 29.1                                                  | 29.3                                                  | 29.4                                                  | 29.0                                                  | 28.2                                                  | 27.9                                                  | 27.9                                                  | 28.3                                                  | 28.5                                                  | 28.7                                                  | 29.4                                                  | 28.8                                                  |
| Temp. media (°C)                                      | 25.5                                                  | 25.6                                                  | 25.8                                                  | 25.7                                                  | 25.2                                                  | 24.1                                                  | 23.4                                                  | 23.2                                                  | 23.5                                                  | 23.8                                                  | 24.1                                                  | 25.1                                                  | 24.6                                                  |
| Temp. mín. media (°C)                                 | 23.0                                                  | 23.4                                                  | 23.4                                                  | 23.2                                                  | 22.7                                                  | 21.4                                                  | 20.5                                                  | 20.2                                                  | 20.4                                                  | 20.8                                                  | 21.1                                                  | 22.2                                                  | 21.9                                                  |
| Precipitación total (mm)                              | 91                                                    | 187                                                   | 208                                                   | 123                                                   | 56                                                    | 15                                                    | 7                                                     | 3                                                     | 8                                                     | 11                                                    | 19                                                    | 41                                                    | 769                                                   |
| Días de precipitaciones (≥ 1.0 mm)                    | 10                                                    | 13                                                    | 13                                                    | 10                                                    | 6                                                     | 2                                                     | 1                                                     | 0                                                     | 1                                                     | 2                                                     | 3                                                     | 5                                                     | 66                                                    |
| Horas de sol                                          | 204.6                                                 | 190.4                                                 | 223.2                                                 | 210                                                   | 192.2                                                 | 180                                                   | 186                                                   | 189.1                                                 | 183                                                   | 170.5                                                 | 180                                                   | 210.8                                                 | 2319.8                                                |
| Humedad relativa (%)                                  | 76                                                    | 79                                                    | 79                                                    | 79                                                    | 78                                                    | 78                                                    | 77                                                    | 75                                                    | 74                                                    | 73                                                    | 73                                                    | 73                                                    | 76.2                                                  |
| Fuente: Climate-data.org                              |                                                       |                                                       |                                                       |                                                       |                                                       |                                                       |                                                       |                                                       |                                                       |                                                       |                                                       |                                                       |                                                       |

## Política
Territorialmente, la ciudad de Huaquillas está organizada en 5 parroquias urbanas, que abarca el aérea total del Cantón Huaquillas. El término "parroquia" es usado en el Ecuador para referirse a territorios dentro de la división administrativa municipal.
La ciudad y el cantón Huaquillas, al igual que las demás localidades ecuatorianas, se rige por una municipalidad según lo previsto en la Constitución de la República. El Gobierno Autónomo Descentralizado Municipal de La Huaquillas, es una entidad de gobierno seccional que administra el cantón de forma autónoma al gobierno central. La municipalidad está organizada por la separación de poderes de carácter ejecutivo representado por el alcalde, y otro de carácter legislativo conformado por los miembros del concejo cantonal.
La Municipalidad de Huaquillas, se rige principalmente sobre la base de lo estipulado en los artículos 253 y 264 de la Constitución Política de la República y en la Ley de Régimen Municipal en sus artículos 1 y 16, que establece la autonomía funcional, económica y administrativa de la Entidad.

### Alcaldía

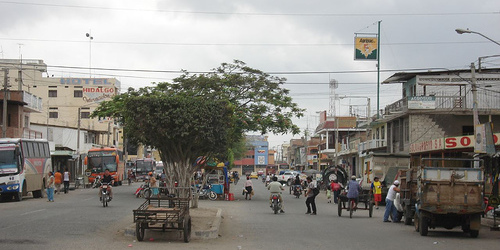
Av. Teniente Cordovéz.

El poder ejecutivo de la ciudad es desempeñado por un ciudadano con título de Alcalde del Cantón Huaquillas, el cual es elegido por sufragio directo en una sola vuelta electoral, sin fórmulas o binomios en las elecciones municipales. El vicealcalde no es elegido de la misma manera, ya que una vez instalado el Concejo Cantonal se elegirá entre los ediles un encargado para aquel cargo. El alcalde y el vicealcalde duran cuatro años en sus funciones, y en el caso del alcalde, tiene la opción de reelección inmediata o sucesiva. El alcalde es el máximo representante de la municipalidad y tiene voto dirimente en el concejo cantonal, mientras que el vicealcalde realiza las funciones del alcalde de modo suplente mientras no pueda ejercer sus funciones el alcalde titular.
El alcalde cuenta con su propio gabinete de administración municipal mediante múltiples direcciones de nivel de asesoría, de apoyo y operativo. Los encargados de aquellas direcciones municipales son designados por el propio alcalde. Actualmente, el Alcalde de Huaquillas es Florencio Fárez Reinoso, elegido para el periodo 2023-2027

### Concejo cantonal
El poder legislativo de la ciudad es ejercido por el Concejo Cantonal de Huaquillas el cual es un pequeño parlamento unicameral que se constituye al igual que en los demás cantones mediante la disposición del artículo 253 de la Constitución Política Nacional. De acuerdo a lo establecido en la ley, la cantidad de miembros del concejo representa proporcionalmente a la población del cantón.
Huaquillas posee 5 concejales, los cuales son elegidos mediante sufragio (Sistema D'Hondt) y duran en sus funciones cuatro años pudiendo ser reelegidos indefinidamente. El alcalde y el vicealcalde presiden el concejo en sus sesiones. Al recién instalarse el concejo cantonal por primera vez los miembros eligen de entre ellos un designado para el cargo de vicealcalde de la ciudad.

### División Política
La urbe tiene 5 parroquias urbanas:

#### Unión Lojana
- 1 de octubre
- 12 de octubre
- 16 de julio
- 8 de septiembre
- Alborada
- Campos Verdes
- Complejo Residencial Rubí
- El Bosque
- El Dorado
- El Pescador
- F. Daquilema
- Jaime Roldos
- Juan Nuñez
- La Floresta
- Las Orquídeas
- Los Ceibos
- Los Girasoles
- Los Vergeles
- Lotización Los Ángeles
- Luz y Vida
- Manuel Aguirre
- Nuevos Horizontes
- San Francisco
- Unión Lojana
- Urdeza

#### Milton Reyes
- El Cisne
- Juan Montalvo
- Las brisas
- Milton Reyes
- Miraflores
- Primero de mayo
- 9 de octubre
- 24 de mayo

#### El Paraíso
- El Carmen
- El paraíso
- La Primavera
- Los Artesanos
- Nueva Aurora
- Rumiñahui
- Unión y Progreso

#### Hualtaco
- Abdón Calderón
- Brisas de Amèrica
- Brisas del Mar
- Choferes Sportman
- Jambelí
- Las Amèricas
- Luz del Mundo
- San Gregorio
- Simón Bolívar

#### Ecuador
- Ecuador
- José Mayón
- Las Amazonas
- Las Mercedes
- Los Israelitas
- Martha Bucaram
- 18 de noviembre

## Fútbol
En Huaquillas, al igual que en todo el país, el deporte más popular es el fútbol. En la ciudad se fundaron tres clubes:
- El Comercial Huaquillas, el club más longevo de la ciudad. Actualmente juega en la Segunda Categoría, y la ganó por única vez en 1980.
- El Huaquillas F.C. que juega actualmente en la Segunda Categoría y fue campeón en el 2001.
- El Atlético Mineiro (Huaquillas), creado en el 2008, es el más de joven de todos los clubes. Actualmente juega en la Segunda Categoría, a pesar de ser un club novato mostró un buen nivel en la temporada 2015, ganándose el puesto de subcampeón.

El clásico de la ciudad lo juegan el Comercial Huaquillas y el Huaquillas F.C. en el Estadio Humberto Arteta M.

### Estadio Humberto Arteta Mayesa
El Estadio Humberto Arteta M. es un estadio de fútbol de Ecuador. Fue fundado el 10 de junio de 1948.
Está ubicado en la Avenida La República. Su capacidad es para 8000 espectadores, y allí juegan como local: el Comercial Huaquillas, el Huaquillas F.C. y el Atlético Mineiro (Huaquillas), equipos de la Segunda Categoría.
En el año 2013 es remodelada su explanada y se construye un cuadrilátero para la práctica del boxeo, además la readecuación de la cancha de baloncesto.